# کولفرد (آریزونا)
کولفرد (به انگلیسی: Colfred) یک منطقهٔ مسکونی در ایالات متحده آمریکا است که در آریزونا واقع شده‌است. کولفرد ۱۰۱ متر بالاتر از سطح دریا واقع شده‌است.